# XML-RPC
XML-RPC – protokół XML pierwszej generacji opierający się na protokole RPC (ang. Remote Procedure Call).
XML-RPC definiuje zasady wymiany danych i ich reprezentację w formacie XML. Wymiana danych podczas zdalnego wywołania procedury (RPC), tzn. przesyłanie parametrów zdalnego wywołania i wyników, odbywa się z wykorzystaniem protokołu HTTP. Przesyłane parametry i wyniki (czyli dane) są zapisane w formacie XML.
Innym protokołem XML pierwszej generacji jest WDDX. Protokoły pierwszej generacji charakteryzują się małą rozszerzalnością, np. wprowadzenie obsługi nowych formatów danych wymaga zmiany specyfikacji protokołów. Z uwagi na to opracowano protokoły XML drugiej generacji, której przedstawicielem jest protokół SOAP.